# Ken Miles

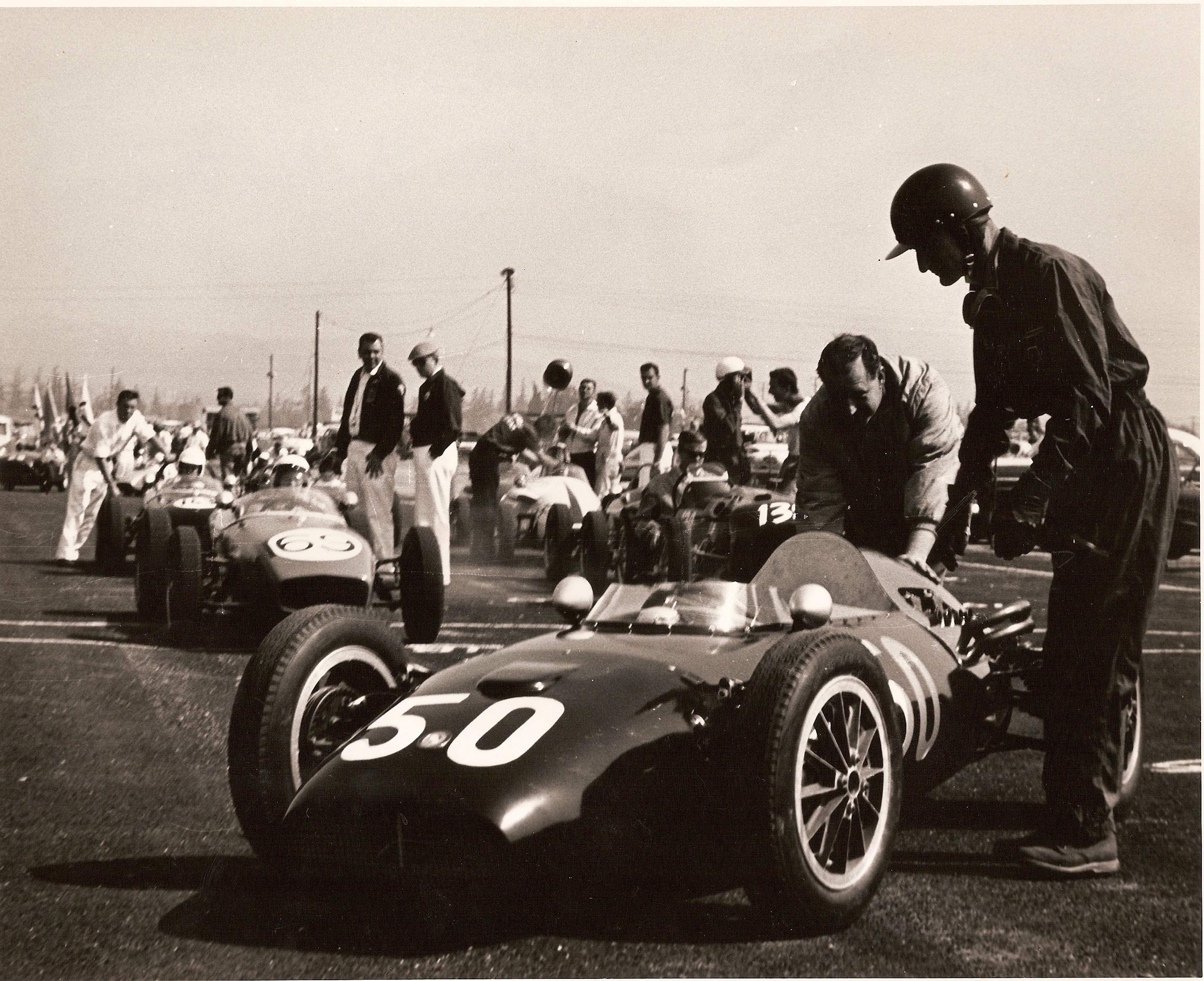
Ken Miles stapt in de Dolphin Mk 2

Ken Henry Miles (Sutton Coldfield, vlak bij Birmingham, Engeland, 1 november 1918 – Riverside, Californië, Verenigde Staten, 17 augustus 1966) was een Brits autocoureur, die vooral in sportwagenraces actief was.
Miles won het USAC Road Racing Championship in 1961. In 1966, bij de roemruchte 24 Uur van Le Mans, kwam hij ver voorop, maar omdat Henry Ford II hem beval samen met de twee andere koplopende Fords gezamenlijk over de finish te rijden, reed hij veel langzamer in de laatste rondes. Zodra de drie Fords de finish waren gepasseerd, stapte Miles uit zijn wagen in de veronderstelling de grote winnaar van de race te zijn, maar omdat Bruce McLaren met de start achttien meter naar achteren was begonnen, won hij bij deze gelijke finish. Miles was tweede. De Amerikaanse film Ford v Ferrari uit 2019 vertelt dit verhaal met de acteur Christian Bale in de rol van Miles.
Miles nam tevens deel aan één Grand Prix Formule 1 in 1961 voor het team van Lotus, maar verscheen niet aan de start.
Miles stierf in augustus 1966, toen hij als testcoureur het snellere prototype van de nieuwe Ford GT40 MKII-B testte op de Riverside Raceway, waar hij met 290 km/h frontaal crashte.